# Gotzfeldgau
El Gotzfeldgau fou un territori històric d'Alemanya al ducat oriental de Francònia, esmentat a l'època medieval com administrat pels conradians.
- Conrad el Vell, + 27 de febrer de 906 a Fritzlar, El 886 fou comte al Oberlahngau, el 897 comte a l'Hessengau, el 903 comte al Gotzfeldgau, el 905 comte a Wetterau i al Wormsgau. El 892 apareix com a marcgravi a Turíngia fins abans de 903; nebot del rei Arnulf de Caríntia.

Per la geografia del Gotzfeldgau, es considera el centre la localitat de "Gotzfeld", que és l'actual Götzenhain al municipi de Dreieich al Hessen meridional a l'est de Langen